# Вайомінг (Айова)
Вайомінг (англ. Wyoming) — місто (англ. city) в США, в окрузі Джонс штату Айова. Населення — 523 особи (2020).

## Географія
Вайомінг розташований за координатами 42°3′35″ пн. ш. 91°0′18″ зх. д. / 42.05972° пн. ш. 91.00500° зх. д. (42.059721, -91.005110).  За даними Бюро перепису населення США в 2010 році місто мало площу 1,32 км², уся площа — суходіл.

## Демографія
Згідно з переписом 2010 року, у місті мешкало 515 осіб у 243 домогосподарствах у складі 136 родин. Густота населення становила 390 осіб/км².  Було 283 помешкання (214/км²).
Расовий склад населення:
| - 99,0 % — білих - 0,6 % — корінних американців |

До двох чи більше рас належало 0,4 %. Частка іспаномовних становила 1,2 % від усіх жителів.
За віковим діапазоном населення розподілялося таким чином: 21,6 % — особи молодші 18 років, 58,0 % — особи у віці 18—64 років, 20,4 % — особи у віці 65 років та старші. Медіана віку мешканця становила 44,9 року. На 100 осіб жіночої статі у місті припадало 102,0 чоловіків;  на 100 жінок у віці від 18 років та старших — 98,0 чоловіків також старших 18 років.
Середній дохід на одне домашнє господарство  становив 49 374 долари США (медіана — 41 750), а середній дохід на одну сім'ю — 54 127 доларів (медіана — 48 929). За межею бідності перебувало 15,4 % осіб, у тому числі 27,6 % дітей у віці до 18 років та 0,0 % осіб у віці 65 років та старших.
Цивільне працевлаштоване населення становило 233 особи. Основні галузі зайнятості: виробництво — 24,0 %, освіта, охорона здоров'я та соціальна допомога — 17,6 %, транспорт — 12,9 %, роздрібна торгівля — 12,9 %.